# Terence Weber
Terence Weber (* 24. September 1996 in Geyer) ist ein deutscher Nordischer Kombinierer.

## Werdegang
Weber, der bereits seit 2003 als Nordischer Kombinierer aktiv ist, begann ebenso wie sein Vorbild und heutiger Oberwiesenthaler Trainingspartner Eric Frenzel beim Skisportverein Geyer. Mit Jens Einsiedel und Frank Erlbeck hatte Weber die gleichen Trainer wie Frenzel. 
Sein internationales Debüt gab Weber im Rahmen der Nordischen Skispiele der OPA 2011 in Baiersbronn, wo er sowohl im Schüler Einzel als auch mit dem Team die Medaillenränge knapp verpasste. In den folgenden Jahren trat er bis Ende 2015 regelmäßig im Alpencup an. Dort konnte er mit guten Resultaten und insgesamt sechs Siegen auf sich aufmerksam machen. Mit sechs Podiumsplatzierungen beim Alpencup in Folge im Rücken reiste Weber zu den Junioren-Weltmeisterschaften 2014 ins Val di Fiemme. In den Einzelbewerben erzielte er die Ränge 8 und 17, wohingegen er mit der Staffel um Dominik Schwaar, Jakob Lange und David Welde Silber gewann. Eine Woche später debütierte Weber in Klingenthal im Continental Cup und konnte dabei als Dreizehnter direkt einige Punkte sammeln. Im Sommer 2014 durfte sich Weber sogar in der höchsten Niveaustufe versuchen, als er in Oberwiesenthal erstmals im Grand Prix antrat. Bei seinem dritten Wettkampf gelang ihm der Gewinn seiner ersten drei Punkte. Bei den Junioren-Weltmeisterschaften 2015 in Almaty belegte Weber erneut den zweiten Rang mit der Staffel.
Anfang Dezember 2015 debütierte Weber in Lillehammer im Weltcup. Erneut zeigte er kaum Anlaufschwierigkeiten und erreichte sofort mit dem siebzehnten Platz die Punkteränge. Dennoch wurde er zunächst in den Continental Cup zurückgestuft, wo er Mitte Januar 2016 in Pyeongchang als Dritter seine erste Podestplatzierung feierte. Aufgrund von weiteren starken Ergebnissen wurde er zum dritten Mal nacheinander für die Junioren-Weltmeisterschaften 2016 im rumänischen Râșnov nominiert, wo Weber am 23. Februar 2016 im 10-Kilometer-Gundersen-Wettkampf hinter Bernhard Flaschberger und Vinzenz Geiger die Bronzemedaille holte. Zwei Tage später ließ Weber im Sprint Silber folgen, ehe er gemeinsam mit Martin Hahn, Tim Kopp und Vinzenz Geiger erneut Silber im Team-Gundersen gewann. Nachdem sich Weber im Grand Prix 2016 in einer starken Frühform präsentiert und unter anderem als Vierter im Gundersen Einzel in Villach knapp das Podium verpasst hatte, startete er auch im Winter auf höchstem Niveau im Weltcup. Dort war er nahezu ausschließlich Teil des deutschen Weltcup-Teams. Die Saison schloss er auf dem 30. Platz in der Gesamtwertung ab. Auch im Winter 2017/18 stellte sich Weber durchgehend im Weltcup der Konkurrenz und wurde letztlich mit 159 erzielten Punkten 31. in der Gesamtwertung. 
Bei den Deutschen Meisterschaften 2018 in Hinterzarten wurde Weber Dritter im Einzel sowie Vizemeister mit Eric Frenzel im Teamsprint. Im Weltcup 2018/19 erzielte Weber immer wieder starke Leistungen und erreichte beispielsweise Ende Dezember 2018 in der Ramsau als Siebter die Top 10. Daher wurde er ins deutsche Aufgebot für die Nordischen Skiweltmeisterschaften 2019 in Seefeld berufen, wo er allerdings nur im Gundersen Einzel von der Normalschanze eingesetzt wurde. Dabei belegte Weber den 24. Platz. In der Weltcup-Gesamtwertung belegte er schließlich Rang 23. Seine Stärken lagen dabei eindeutig im Skisprung, sodass er die Spezialwertung für den besten Springer in der Kombination auf dem zehnten Rang abschloss, wohingegen es bei der Trophäe für den besten Läufer lediglich zum 36. Platz reichte. Bei den Deutschen Meisterschaften 2019 in Klingenthal und Johanngeorgenstadt belegte er gemeinsam mit Frenzel erneut den zweiten Rang hinter den baden-württembergischen Kollegen Manuel Faißt und Johannes Rydzek. Der Auftakt in die Weltcup-Saison 2019/20 verlief zunächst etwas holprig, wobei er mit dem elften Platz in Lillehammer bereits eine starke Platzierung vorzuweisen hat.
Am 27. November 2021 gewann er in Ruka seinen ersten Weltcup-Wettbewerb. Am 7. Januar 2022 war Weber im Val di Fiemme gemeinsam mit Jakob Lange, Cindy Haasch und Jenny Nowak Teil der deutschen Mixed-Staffel, die beim historisch ersten Mixed-Team-Wettbewerb im Weltcup den dritten Rang erreichte.
Terence hat eine Schwester, ist aber der einzige Leistungssportler in seiner Familie. Weber ist Sportsoldat.

## Erfolge

### Weltcup-Siege im Einzel
| Nr. | Datum             | Ort  | Disziplin             |
| --- | ----------------- | ---- | --------------------- |
| 1.  | 27. November 2021 | Ruka | Gundersen Großschanze |

### Continental-Cup-Siege im Einzel
| Nr. | Datum             | Ort           | Disziplin                 |
| --- | ----------------- | ------------- | ------------------------- |
| 1.  | 12. März 2021     | Nischni Tagil | Gundersen Normalschanze   |
| 2.  | 13. März 2021     | Nischni Tagil | Massenstart Normalschanze |
| 3.  | 14. März 2021     | Nischni Tagil | Gundersen Normalschanze   |
| 4.  | 17. Dezember 2022 | Ruka          | Massenstart Großschanze   |
| 5.  | 18. Dezember 2022 | Ruka          | Massenstart Großschanze   |
| 6.  | 18. Dezember 2022 | Ruka          | Gundersen Großschanze     |
| 7.  | 26. Februar 2023  | Oberstdorf    | Gundersen Großschanze     |
| 8.  | 18. März 2023     | Lahti         | Gundersen Großschanze     |

### Alpencup-Siege im Einzel
| Nr. | Datum              | Ort            | Disziplin               |
| --- | ------------------ | -------------- | ----------------------- |
| 1.  | 28. September 2013 | Oberwiesenthal | Gundersen Normalschanze |
| 2.  | 11. Januar 2014    | Predazzo       | Gundersen Normalschanze |
| 3.  | 15. Februar 2015   | Kranj          | Gundersen Normalschanze |
| 4.  | 7. März 2015       | Chaux-Neuve    | Gundersen Großschanze   |
| 5.  | 8. März 2015       | Chaux-Neuve    | Gundersen Großschanze   |
| 6.  | 13. September 2015 | Winterberg     | Gundersen Normalschanze |

## Statistik

### Platzierungen bei Weltmeisterschaften
| Jahr und Ort    | Wettbewerb   | Wettbewerb   | Wettbewerb | Wettbewerb |
| Jahr und Ort    | Gundersen NS | Gundersen GS | Team       | Teamsprint |
| --------------- | ------------ | ------------ | ---------- | ---------- |
| 2019 Seefeld    | 25.          | –            | –          | –          |
| 2021 Oberstdorf | –            | –            | 02.        | –          |

### Weltcup-Platzierungen
| Saison  | Platz | Punkte |
| ------- | ----- | ------ |
| 2015/16 | 47.   | 016    |
| 2016/17 | 30.   | 187    |
| 2017/18 | 31.   | 159    |
| 2018/19 | 23.   | 247    |
| 2019/20 | 16.   | 246    |
| 2020/21 | 15.   | 231    |
| 2021/22 | 08.   | 542    |
| 2022/23 | 28.   | 136    |
| 2023/24 | 14.   | 738    |
| 2024/25 | 16.   | 570    |

### Grand-Prix-Platzierungen
| Saison | Platz | Punkte |
| ------ | ----- | ------ |
| 2014   | 44.   | 003    |
| 2015   | 25.   | 022    |
| 2016   | 09.   | 103    |
| 2017   | 22.   | 067    |
| 2018   | 17.   | 086    |
| 2019   | 53.   | 014    |
| 2021   | 05.   | 204    |
| 2022   | 18.   | 052    |

### Continental-Cup-Platzierungen
| Saison  | Platz | Punkte |
| ------- | ----- | ------ |
| 2013/14 | 58.   | 032    |
| 2014/15 | 53.   | 050    |
| 2015/16 | 10.   | 366    |
| 2016/17 | 23.   | 160    |
| 2017/18 | 46.   | 096    |
| 2020/21 | 11.   | 300    |
| 2022/23 | 01.   | 875    |

### Platzierungen bei deutschen Meisterschaften
| 2011 Hinterzarten       | 33. | 18. |
| 2012 Klingenthal        | 22. | –   |
| 2013 Oberstdorf         | 04. | 06. |
| 2014 Hinterzarten       | 21. | 10. |
| 2015 Oberstdorf         | 04. | 06. |
| 2016 Oberhof            | 05. | 04. |
| 2017 Klingenthal        | 05. | 05. |
| 2018 Hinterzarten       | 03. | 02. |
| 2019 Johanngeorgenstadt | 05. | 02. |
| 2020 Oberstdorf         | 05. | 02. |
| 2021 Oberhof            | 02. | 02. |
| 2022 Hinterzarten       | 06. | 04. |
| 2023 Klingenthal        | 03. | –   |
| 2024 Oberhof            | 02. | 04. |